# Tipton (West Midlands)
Koordinaten: 52° 32′ N, 2° 5′ W
Tipton ist eine Stadt im Bezirk Sandwell in West Midlands (England) mit einer Einwohnerzahl von etwa 47.000.

## Geografie
Tipton liegt auf halbem Weg zwischen den beiden Städten Birmingham und Wolverhampton. Es ist ein Teil des Großraums West Midlands und des sog. Black Countrys.

## Geschichte
Tipton war einst eine der höchst industrialisierten Städte im Black Country und galt früher als Mittelpunkt dieser Region, die so genannt wurde, weil hier Schornsteine die Luft verschmutzten, während Häuser und Fabriken Seite an Seite gebaut wurden. Bis zum 18. Jahrhundert war Tipton lediglich ein Zusammenschluss kleiner Ortschaften. Das industrielle Wachstum begann um 1770, als Eisenerz und Kohle gefunden wurden. Eine Menge von Kanälen, später auch Eisenbahnschienen wurden gebaut bzw. verlegt, was die Geschwindigkeit der Industrialisierung erhöhte.
Der Ingenieur James Watt baute um 1770 seine erste Dampfmaschine in oder in der Nähe von Tipton, welche zum Entwässern der Minen benutzt wurde. 1780 etablierten James Keir und Alexander Blair chemische Industrie, welche große Mengen an Laugen und Seifen produzierte. Die große Expansion der Eisen- und Kohleindustrie ließ die Einwohnerzahl von 4.000 (um 1800) auf 30.000 (um 1900) innerhalb von nur einem Jahrhundert rapide ansteigen.
Tipton war bis 1938 eine Bezirksgemeinde der Grafschaft Staffordshire, bis es Stadtrechte erhielt. Der Großteil des Stadtbezirks wurde 1966 zum Stadtbezirk von West Bromwich verschoben. Zusammen mit West Bromwich und anderen Orten wurde Tipton 1974 Teil eines neu geschaffenen Verwaltungsbezirks namens Sandwell.
Die meisten Fabriken schlossen während der achtziger Jahre und viele Wohngebiete wurden auf ihren Geländen erbaut. Dies war für Tipton ein Glücksfall, da in dieser Zeit die Immobilienpreise stark stiegen. Die meisten dieser traditionellen Industrien, welche einst das Stadtbild dominierten, sind im Rahmen eines industriellen Strukturwandels heute verschwunden.

## Bevölkerung und Politik
Ungefähr 40 Prozent der Einwohner haben ein Jahreseinkommen von unter 20.000 Pfund (ca. 30.000 €) pro Jahr. Ungefähr die Hälfte aller Haushalte Tiptons besitzt kein Auto. Politisch dominiert die aus der Arbeiterbewegung hervorgegangene Labour Party die Stadt, zuletzt konnten aber auch rechtsgerichtete Parteien Erfolge erzielen. Von 2006 bis 2010  war die British National Party mit bis zu vier Abgeordneten im Stadtrat (Sandwell Metropolitan Borough Council) vertreten.
Anfang der 2000er Jahre ist Tipton durch die sogenannten „Tipton Three“ bekannt geworden. Ruhal Ahmed, Asif Iqbal und Shafiq Rasul, drei junge Briten aus Tipton, wurden 2001 von Milizen der Nordallianz in Afghanistan festgenommen und waren fast drei Jahre in Guantánamo Bay inhaftiert, ohne Anklage oder juristische Vertretung. 2004 wurden die „Tipton Three“ ohne Anklage zu erheben freigelassen. Der vierte Jugendliche Mounir, der während der Flucht aus Kundus vor dem amerikanischen Bombardement verschwand, wurde nie wieder aufgefunden. Ihre Geschichte erregte international besonderes Aufsehen, als sie 2006 von Michael Winterbottom als The Road to Guantanamo verfilmt worden ist.

## Kultur und Sehenswürdigkeiten
Das Black Country Living Museum nahe Dudley hat das Leben um 1900 originalgetreu nachgebildet. Weiterhin befindet sich dort ein Kanal-Bassin. Tipton war einst ebenso bekannt unter dem Namen „Venedig der West Midlands“, da es so viele Kanäle besaß. Heute sind viele dieser Kanäle wieder zugeschüttet worden (um ca. 1970).
In der Region wird ein sehr ausgeprägter Dialekt gesprochen, trotz der örtlichen Nähe verschieden zu dem in Birmingham. Der Dialekt ist dem sehr ähnlich, den William Shakespeare sprach, was unter anderem daran liegt, dass er nicht weit von hier lebte.
Die Stadt besitzt eine traditionelle Pferdehaltungskultur. Private Pferde werden frei auf öffentlichem Land gehalten und sind auch manchmal auf den Straßen zu sehen.
Nachbargemeinden von Tipton sind:
Tipton Green,
Princes End,
Tibbington,
Toll End,
Ocker Hill,
Dudley Port,
Gread Bridge,
Tividale.

## Persönlichkeiten
- Horace Wadham Nicholl (1848–1923), Organist und Komponist
- Stan Jones (1922–1995), Radrennfahrer
- Roy Addison (1939–2021), Boxer
- Philip Bradbourn (1951–2014), Politiker
- Steve Bull (* 1965), Fußballspieler
- James McQuilkin (* 1989), Fußballspieler